# Nordisk Film Biografer Næstved
Nordisk Film Biografer Næstved (tidligere BioCity Næstved) er en biograf i Næstved på Sydsjælland. Biografen har seks sale med plads til sammenlagt 854 personer. Den blev indviet i 2012.